# Ема Бонино
Ема Бонино (на италиански: Emma Bonino) е италиански политик.
Завършва Университета „Бокони“ в Милано със специалност съвременни езици и литература (1972).
Била е депутатка в Европейския парламент (1979-1984, 1984-1988, 1999-2004, 2004-2006). Работи като европейски комисар от 1994 до 1999 г.
През май 2006 г. е назначена за министър на европейската политика и международната търговия в кабинета на Романо Проди.